# Lasioglossum insculptum
Lasioglossum insculptum är en biart som först beskrevs av Cockerell 1918.  Lasioglossum insculptum ingår i släktet smalbin, och familjen vägbin. Inga underarter finns listade i Catalogue of Life.